# Красный (Даниловский район)
Красный — хутор в Даниловском районе Волгоградской области. Административный центр Краснинского сельского поселения.
Население — 590 (2010)

## История
Дата основания не установлена. Хутор относился к юрту станицы Островской Усть-Медведицкого округа Земли Войска Донского (с 1870 — Область Войска Донского). В 1859 году на хуторе проживало 276 мужчин и 283 женщины. Большая часть населения была неграмотной. Согласно переписи населения 1897 года на хуторе проживало 356 мужчин и 379 женщин, из них грамотных: мужчин — 117, женщин — 5.
Согласно алфавитному списку населённых мест Области Войска Донского 1915 года на хуторе имелось хуторское правление, молитвенный дом, приходское училище, водяная мельница, проживало 447 мужчин и 462 женщины, земельный надел составлял 5597 десятин.
С 1928 года — в составе Даниловского района Камышинского округа (упразднён в 1930 году) Нижне-Волжского края (с 1934 года — Сталинградского края, с 1936 года — Сталинградской области, с 1961 года — Волгоградской области). С 1963 года — в составе Котовского района. Вновь передан в состав Даниловского района в 1966 году

## География
Хутор находится в степи, на левом, высоком, берегу реки Медведицы (при устье балки Краснянская Меловатка). Высота центра населённого пункта около 100 метров над уровнем моря. В пойме Медведицы — пойменные леса. На противоположном берегу реки расположен рабочий посёлок Даниловка. Почвы — чернозёмы южные, в пойме Медведицы — пойменные слабокислые и нейтральные почвы.
Близ хутора проходит региональная автодорога Даниловка — Котово. По автомобильным дорогам расстояние до районного центра посёлка Даниловка — 6 км, до областного центра города Волгоград — 230 км, до ближайшего города Котово — 57 км.
Климат
Климат умеренный континентальный (согласно классификации климатов Кёппена — Dfa). Многолетняя норма осадков — 420 мм. Наибольшее количество осадков выпадает в июне — 49 мм, наименьшее в марте — 22 мм. Среднегодовая температура положительная и составляет + 6,8 °С, средняя температура самого холодного месяца января −9,4 °С, самого жаркого месяца июля +22,4 °С.
Часовой пояс
Красный, как и вся Волгоградская область, находится в часовой зоне МСК (московское время). Смещение применяемого времени относительно UTC составляет +3:00.

## Население
Динамика численности населения по годам:
| 1859 | 1873 | 1897 | 1915 | 1987 | 2002 |
| ---- | ---- | ---- | ---- | ---- | ---- |
| 657  | 554  | 735  | 909  | ≈460 | 636  |

| 2010 |
| ---- |
| 590  |